# شون ماكهيو
شون ماكهيو (بالإنجليزية: Sean McHugh)‏ هو لاعب كرة قدم أمريكية أمريكي، ولد في 27 مايو 1982 في سبرينغفيلد في الولايات المتحدة.

## وصلات خارجية
- شون ماكهيو على موقع مرجع كرة القدم المحترفة.كوم (الإنجليزية)